# 木前町
木前町（きまえちょう）は、愛知県名古屋市西区にある地名。丁番を持たない単独町名である。住居表示未実施。

## 地理
名古屋市西区北西部に位置する。東は山木、西は見寄町、南東は丸野、北は平中町に接する。

## 歴史

### 沿革
- 1972年（昭和47年） - 西区山田町平田の一部により西区木前町として成立[1]

## 世帯数と人口
2019年（平成31年）2月1日現在の世帯数と人口は以下の通りである。
| 町丁   | 世帯数  | 人口  |
| ------ | ------- | ----- |
| 木前町 | 106世帯 | 171人 |

## 学区
市立小・中学校に通う場合、学校等は以下の通りとなる。また、公立高等学校に通う場合の学区は以下の通りとなる。
| 番・番地等 | 小学校               | 中学校               | 高等学校 |
| ---------- | -------------------- | -------------------- | -------- |
| 全域       | 名古屋市立平田小学校 | 名古屋市立平田中学校 | 尾張学区 |

## 交通

### バス
- 名古屋市営バス（名古屋市交通局）
  - 平田中学校停留所[9]
    - アのりば - ■名駅26号系統（名古屋駅行）

### 道路
- 国道302号（名古屋第二環状自動車道）

## 施設
- アイカ本社[10]

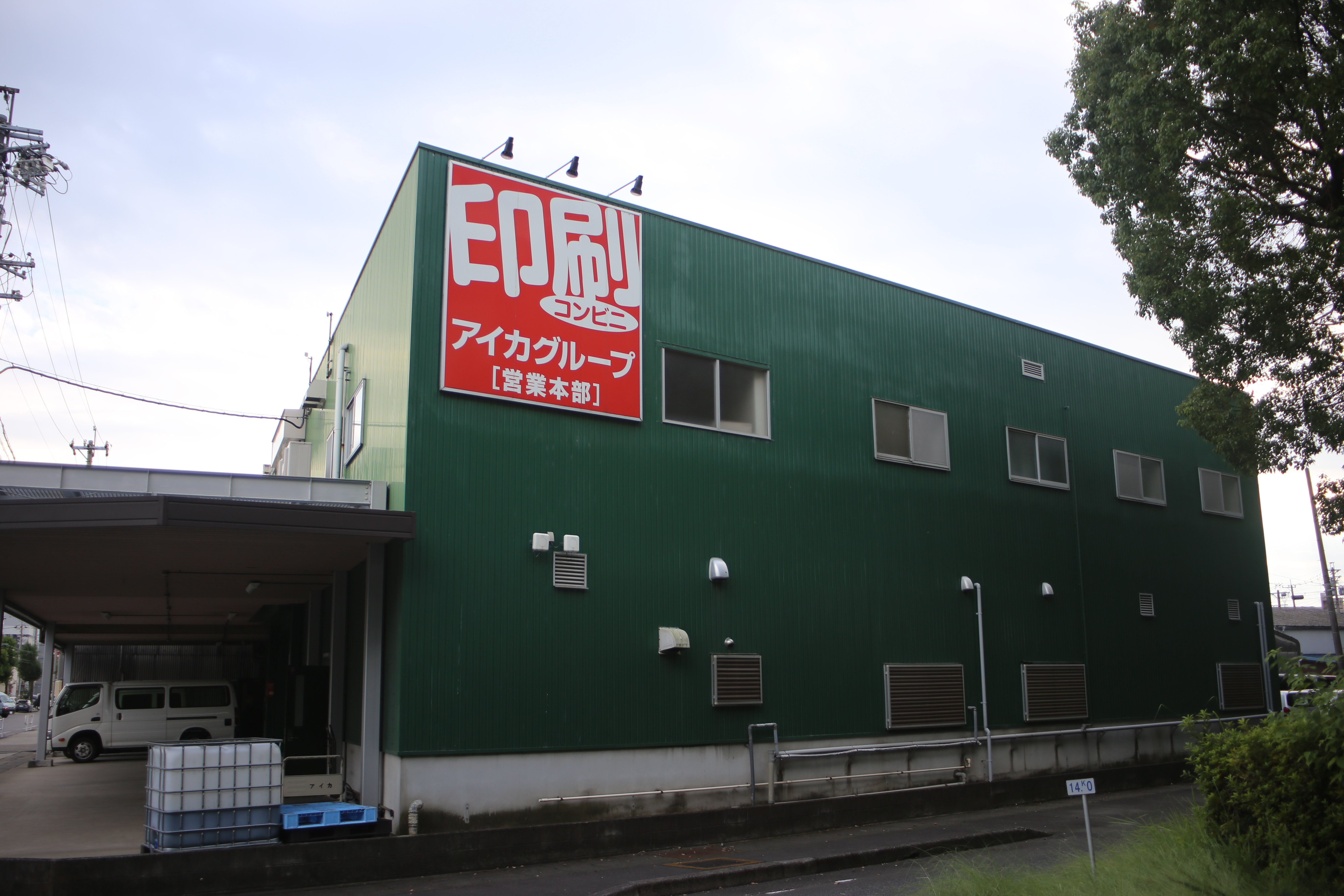
アイカ

## その他

### 日本郵便
- 郵便番号 : 452-0834[4]（集配局：名古屋西郵便局[11]）。